# ゴンサロ・アビラ・ゴルドン
ピパ（Pipa）ことゴンサロ・アビラ・ゴルドン（Gonzalo Ávila Gordón、1998年1月26日 - ）は、スペイン・バルセロナ県エスパレグエラ出身のサッカー選手。PFCルドゴレツ・ラズグラド所属。ポジションはDF。

## 経歴
カタルーニャ州バルセロナ県のエスパレグエラで生まれ、地元のクラブを経て2008年にRCDエスパニョールのカンテラに入団する。
2018年5月28日、2018-19シーズンよりエスパニョールのトップチームに昇格し、背番号2をつけることが発表された。2019年1月2日、セグンダ・ディビシオンのジムナスティック・タラゴナへと期限付き移籍をした。4日後の1月6日、コルドバCF戦でプロデビューを果たした。
2020年9月7日、EFLチャンピオンシップのハダースフィールド・タウンFCと3年契約を結んだ。

## 代表経歴
2021年3月15日、UEFA U-21欧州選手権2021を戦うU-21スペイン代表に選出された。